# پودگورنویه
پودگورنویه (به لاتین: Podgornoye) یک منطقهٔ مسکونی در روسیه است که در جمهوری آلتای واقع شده‌است.